# Korseifen
Korseifen ist ein Ortsteil von Morsbach im Oberbergischen Kreis im südlichen Nordrhein-Westfalen innerhalb des Regierungsbezirks Köln.

## Lage und Beschreibung
In ländlicher, waldreicher Umgebung liegt Korseifen am südlichsten Zipfel des Oberbergischen Kreises. Die nächstgelegenen Städte sind Gummersbach (38 km), Siegen (35 km) sowie Köln (75 km).
Benachbarte  Ortsteile sind Wendershagen im Nordwesten, Krottorf im Osten, Kappenstein im Süden und Rom im Westen.

## Geschichte
1575 wurde der Ort das erste Mal urkundlich erwähnt, und zwar „Arndt v. Kirßsyffen wird genannt in Akten über Gebrechen (in mittelhochdeutscher Zeit bis etwa 1450 Verwendung in der Bedeutung „brechen, mit Gewalt dringen, ein Verbrechen begehen“) Berg-Homburg im Kirchspiel Morsbach.“
Die Schreibweise der Erstnennung war Kirßsyffen.

## Vereine
- Dorfgemeinschaft Korseifen